# 林塞爾鎮區 (明尼蘇達州馬歇爾縣)
林塞爾鎮區（英語：Linsell Township）是位於美國明尼蘇達州馬歇爾縣的一個行政鎮區。

## 地方資料
林塞爾鎮區的面積為93.06平方千米，皆為陸地。根據2020年美國人口普查的數據，當地共有人口20人，而人口密度為每平方千米0.21人。